# Забара (Звягельський район)
За́бара — село в Україні, у Дубрівській сільській територіальній громаді Звягельського району Житомирської області. Населення становить 173 особи (2001).

## Населення

### Мова
Розподіл населення за рідною мовою за даними перепису 2001 року:
| Мова       | Кількість | Відсоток |
| ---------- | --------- | -------- |
| українська | 228       | 99.13 %  |
| російська  | 2         | 0.87 %   |
| Усього     | 230       | 100 %    |

## Історія
На кінець 19 століття в селі було 19 домів і 108 жителів. В 1911 році — 110 жителів. Тартак приносив 30000 рублів річного прибутку.
До 10 серпня 2015 року село входило до складу Мокренської сільської ради Баранівського району Житомирської області.